# استانیسلاف کوزمین
استانیسلاف کوزمین (به انگلیسی: Stanislav Kuzmin) (زادهٔ ۲۴ ژوئیهٔ ۱۹۸۶) شناگر اهل قزاقستان است.